# クーチ・ビハール

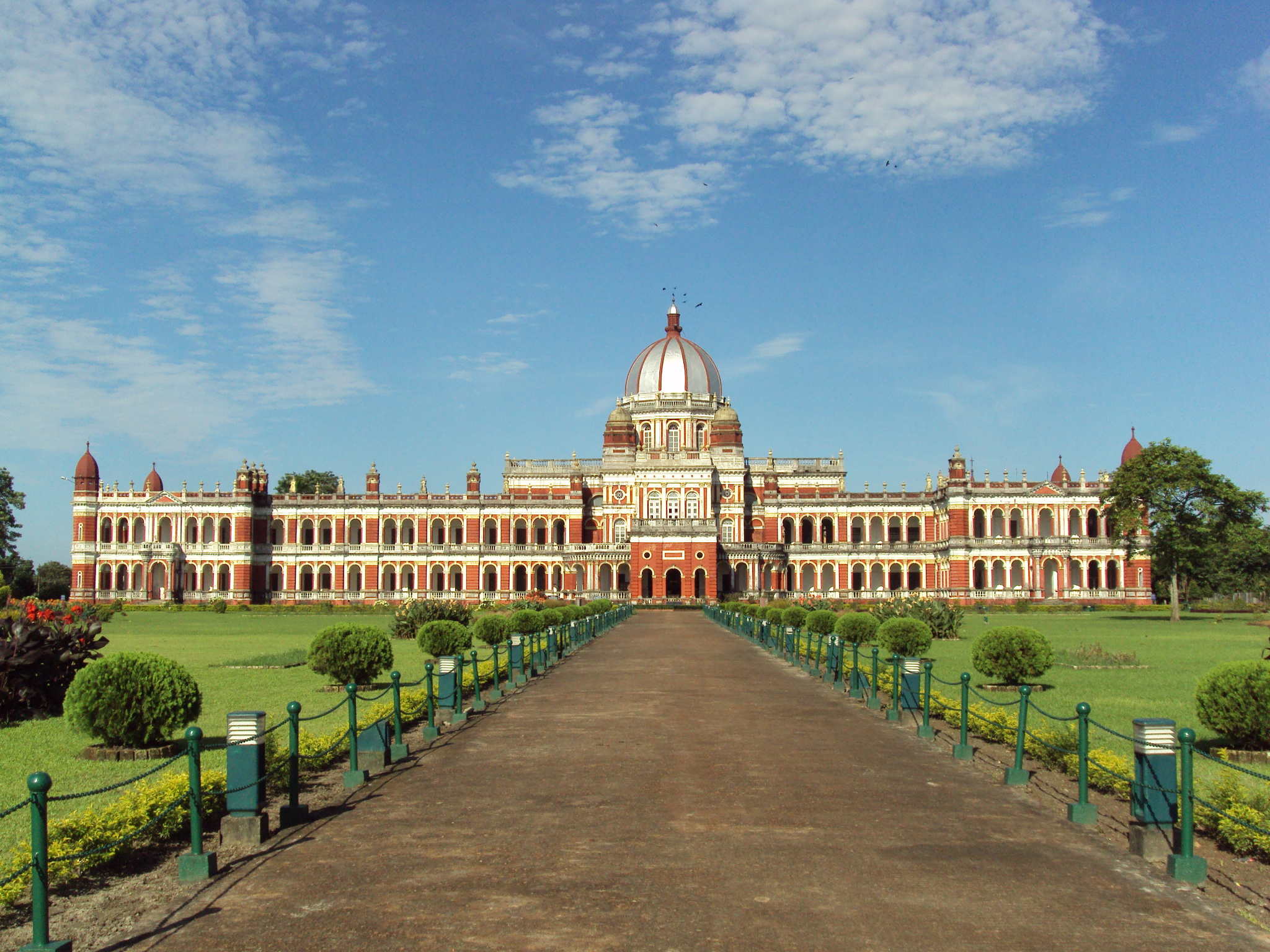
クーチ・ビハール宮殿

クーチ・ビハール（ベンガル語：কোচবিহার, Kochbihar、英語：Cooch Behar）は、インドの西ベンガル州、クーチ・ビハール県の都市。

## 歴史

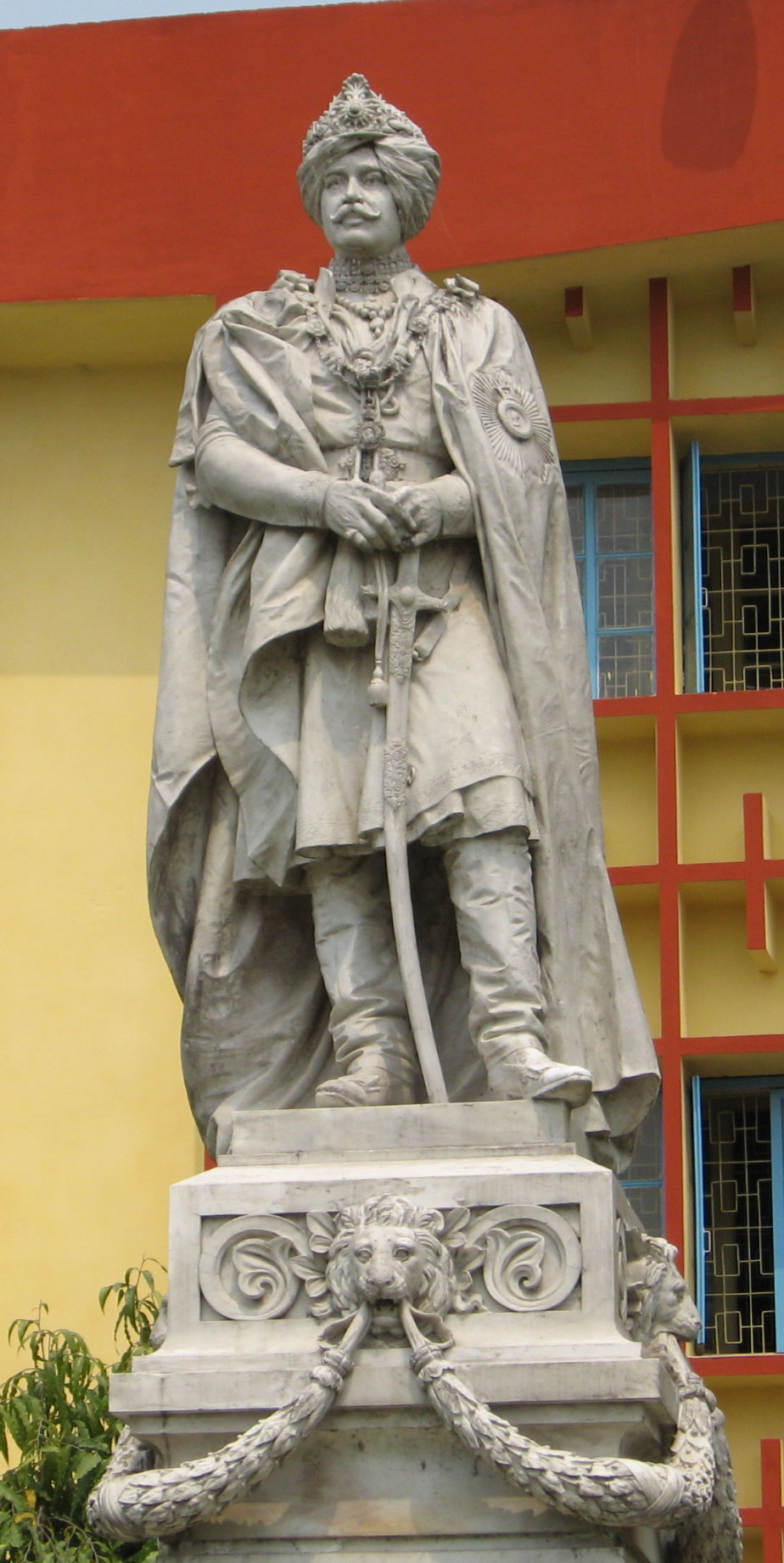
ジャガッディーペーンドラ・ナーラーヤン像

12世紀、この地域はカーマタ王国の支配下にあった。
16世紀、クーチ・ビハール王国が成立し、ここに首都が定められた。
17世紀後半、ムガル帝国の武将ミール・ジュムラーの攻撃があった。
1772年、ブータンの軍勢が攻めてきたため、1773年にクーチ・ビハールはイギリスと軍事保護条約を締結し、藩王国となった。
1947年、ジャガッディーペーンドラ・ナーラーヤンの治世にインドへと編入された。

## 地理
クーチ・ビハールは北緯26度22分 東経89度29分 / 北緯26.367度 東経89.483度. に位置している。

## 人口
2001年の統計では、クーチ・ビハールの人口は76,812人